# Alianza Clima y Desarrollo
La Alianza Clima y Desarrollo es cómo ha escogido llamarse en español (uno de sus dos idiomas de trabajo; el otro es el inglés) el organismo "Climate and Development Knowledge Network", que estrictamente se traduciría Red de Conocimiento sobre Clima y Desarrollo. Para referirse a ella abreviadamente, tanto en inglés como en español, emplea las siglas inglesas CDKN. La CDKN es una iniciativa de 72 millones de libras esterlinas (£, equivalentes a 100 millones de dólares estadounidenses, $) adoptada en 2010, que enlaza países en desarrollo con expertos sobre cambio climático. Financiada por el Ministerio de Desarrollo Internacional (Reino Unido) —DFID por sus siglas en inglés— y la Dirección General para Cooperación Internacional, el propósito de la CDKN es ayudar a las naciones en desarrollo a adaptarse a las consecuencias del cambio climático y a aumentar su capacidad para una economía baja en carbono.
El objetivo de la CDKN es prestar servicios a medida a los 60 países que planea apoyar en sus primeros cinco años. El director ejecutivo independiente de la CDKN es Simon Maxwell .
Una alianza de organizaciones lleva la CDKN, encabezada por la consultora PricewaterhouseCoopers y compuesta también por: el Instituto de Desarrollo de Ultramar, un laboratorio de ideas sobre desarrollo y asuntos humanitarios; la Fundación Futuro Latinoamericano, una organización no gubernamental (ONG) para el desarrollo sostenible con sede en Ecuador; LEAD Pakistán (ONG que pretende inspirar liderazgo en países asiáticos en desarrollo); y SouthSouthNorth (ONG que se propone reducir la pobreza en el África subsahariana). El Consejo de Red,  de 11 miembros, determina cómo se lleva el consorcio CDKN.

## Proyectos
La CDKN coordina el suministro de investigación e información sobre políticas desde los laboratorios de ideas, oenegés y universidades hasta los gobiernos y organizaciones de la sociedad civil en más de 70 países en desarrollo. Su programa de asistencia técnica actúa a petición de una nación en desarrollo, y es capaz de investigar a la medida de lo que ese país demanda. Por ejemplo, uno de los aproximadamente 200 proyectos para los que la CDKN ha comprometido fondos es una iniciativa para ayudar a la isla caribeña de Anguila a aumentar la cantidad de energía que produce de fuentes renovables. La CDKN contrató a la consultora Castalia Strategic Advisors, con sede en Washington,  para ayudar a modificar la legislación eléctrica de la isla, de modo que pueda integrar tecnologías de energía renovable en su red de distribución. El objetivo global es disminuir la dependencia de la isla del costoso diésel y aumentar la sostenibilidad medioambiental.
La eficacia de la CDKN fue evaluada por un equipo de expertos para aconsejar tanto sobre la futura financiación del DFID como para recomendar mejoras en su función de líder mundial en desarrollo compatible con el clima. Este equipo recomendó que el apoyo al CDKN continúe hasta 2016.
En 2015, la CDKN fue nombrada cosecretariado de la Asociación Mundial para el Desarrollo de Estrategias de Bajas Emisiones (LEDS GP por sus siglas en inglés) junto al Laboratorio Nacional de Energía Renovable (NREL por sus siglas en inglés).